# Copa del Generalíssim de futbol 1957-58
La Copa del Generalíssim de futbol 1957-58 va ser la 54ena edició de la Copa d'Espanya.

## Vuitens de final
18 i 25 de maig.
| Equip 1                 | Global | Equip 2                 | Anada | Tornada |
| ----------------------- | ------ | ----------------------- | ----- | ------- |
| Club Athletic de Bilbao | 4-0    | Celta de Vigo           | 3-0   | 1-0     |
| CA Osasuna              | 0-1    | Reial Societat          | 0-0   | 0-1     |
| Real Gijón              | 0-7    | València CF             | 0-0   | 0-7     |
| RCD Espanyol            | 3-3    | Reial Valladolid        | 1-1   | 2-2     |
| Real Zaragoza CD        | 3-12   | FC Barcelona            | 3-4   | 0-8     |
| Reial Madrid CF         | 5-0    | Club Atlético de Madrid | 4-0   | 1-0     |
| Real Jaén CF            | 3-0    | Granada CF              | 1-0   | 2-0     |
| UD Las Palmas           | 5-2    | Sevilla CF              | 5-0   | 0-2     |

## Quarts de final
1 i 8 de juny.
| Equip 1         | Global | Equip 2                 | Anada | Tornada |
| --------------- | ------ | ----------------------- | ----- | ------- |
| FC Barcelona    | 4-0    | València CF             | 3-0   | 1-0     |
| UD Las Palmas   | 0-5    | Club Athletic de Bilbao | 0-4   | 0-1     |
| Real Jaén CF    | 2-8    | Reial Societat          | 2-1   | 0-7     |
| Reial Madrid CF | 7-1    | Reial Valladolid        | 5-1   | 2-0     |

## Semifinals
15 i 22 de juny.
| Equip 1                 | Global | Equip 2        | Anada | Tornada |
| ----------------------- | ------ | -------------- | ----- | ------- |
| Club Athletic de Bilbao | 5-4    | FC Barcelona   | 2-0   | 3-4     |
| Reial Madrid CF         | 5-2    | Reial Societat | 4-1   | 1-1     |

## Final
| Athletic Club          | 2 - 0 | Reial Madrid CF |
| ---------------------- | ----- | --------------- |
| Arieta 20' · Mauri 23' |       |                 |

## Campió
| Campions de la Copa d'Espanya 1958 |
| ---------------------------------- |
| · Athletic Club · 20è títol        |